# 이나바 노리미치 (1603년)
이나바 노리미치(일본어: 稲葉紀通 いなば のりみち[*])는 이세국 타마루번 2대 번주이자, 셋츠국 나카지마번주, 탄바국 후쿠치야마번주이다.

## 생애
타마루번 초대 번주 이나바 미치토의 차남이다. 게이초 12년 (1607년), 아버지의 사망으로 가독을 승계해, 타마루번 번주가 되었다. 게이초 19년 (1614년), 오사카 겨울 전투에 첫출진했다. 겐나 2년 (1616년), 셋츠 나카지마 4만 5700석으로 이봉된다. 간에이 원년 (1624년)에는 탄바 후쿠치야마로 이봉되었다. 그러나, 후쿠치야마에서는 사냥감을 얻지 못했다면서 인근 마을 주민 60명을 살해하는 등, 막부 각료에도 광기가 넘치는 일을 했다고 알려지게 되었다. 게다가, 후쿠치야마성의 빈 해자에 물을 채우는 등, 여러 가지 막부에 반하는 일을 해서, 게이안 원년 (1648년) 8월 18일, 에도에 참근와서 변명하도록 명하는 봉서가 내려졌다. 막부는 근처에 있는 다이묘에게 동원 준비를 명하는 등, 긴박한 가운데, 노리미치는 8월 20일에 후쿠치야마성 안에서 자살하였고, 향년 46세의 나이였다. 후쿠치야마번 이나바가는 개역되었다.
도쿠가와 실기나 간세이 중수제가보에서는 노리미치에게 모반이 의심된다고 인근 다이묘가 에도에 급히 알려, 번의 경계나 다른 가문의 병사가 배치되는 소동이 된 것을 적고 있다. 번한보에서는 이봉 직후 살해 당한 가신 2명의 가족이 이를 원망해, 모반을 호소하고 나선 것과 이웃 번인 탄고국 미야즈번주 쿄고쿠 타카히로와의 방어 다툼 등을 적고 있다. 그것에 의거하면, 1648년, 번령이 내륙인 후쿠치야마번이 바다가 있는 탄고 미야즈번에 대해 겨울 방어 100마리를 보내달라 했지만, 이것을 막부에의 뇌물로 사용될 것을 두려워한 쿄고쿠 측은 방어 머리를 잘라 보냈다. 이러한 결례에 격분한 후쿠치야마번 측이 번내를 통과하는 미야즈번의 영민을 살해하는 것으로 보복했다. 번한보에서는 노리미치 자신이 쿄고쿠가의 파발을 저격하려 했고, 실수로 다른 가문의 파발을 살해한 것이 모반 소동의 원인이었다는 설을 적고 있다. 노리미치의 사인은 도쿠가와 실기 등에서는 할복이라 되어 있지만, 토사번주 야마우치 타다토요가 가신에게 보낸 서신에는 총으로 자살했다고 적혀있다.
또한, 적남인 이나바 다이스케는 8월 25일에 이나바 마사노리에게 맡겨졌다. 이듬해 3월 6일에 허가되어, 이나바가의 재산을 물려받았지만, 게이안 4년 (1651년)에 포창으로 4살에 사망하면서 가명이 단절되었다.

## 가족관계
- 아버지 : 이나바 미치토 (1570년 ~ 1608년)
- 어머니 : 히네노 모리나리의 딸
- 정실 : 불명
  - 적남 : 다이스케 (1648년 ~ 1651년)
  - 딸 : 마츠다이라 카츠노리(松平勝則)의 정실
  - 딸 : 이나바 마사토(稲葉通任)의 정실

| 전임 이나바 미치토 | 제2대 타마루번 번주 (이나바씨) 1607년 - 1616년 | 후임 폐번 (셋츠국 나카지마번으로 이봉.) (후에 키슈번령이 됨) |

|  | 나카지마번 번주 (이나바씨) 1616년 - 1624년 | 후임 폐번 (탄고국 후쿠치야마번으로 이봉) |

| 전임 오카베 나카모리 | 후쿠치야마번 번주 (이나바씨) 1624년 - 1648년 | 후임 개역 (마츠다이라 타다후사) |